# Charo Bogarín
Charo Bogarín dite La Charo, née le 24 septembre 1972 à Clorinda (province de Formosa), est une chanteuse et actrice argentine. D'origine amérindienne, elle a fondé en 2005 avec Diego Pérez le groupe musical Tonolec (es) et développé, soit avec ce groupe, soit en solo, un répertoires inspiré de la tradition des peuples amérindiens d'Argentine. Elle a aussi joué dans plusieurs films.

## Biographie
Née en 1972 à Clorinda, Charo Bogarín descend d'un cacique toba de la tribu Guayraré. Son père, Francisco Javier « Pancho » Bogarín, né en 1945, militant agraire et député péroniste de l'assemblée provinciale, est arrêté sous la dictature militaire, emmené au commissariat de Clorinda le 12 septembre 1976 et victime de disparition forcée. La mère de Charo, inspectrice des frontières puis ingénieure en systèmes, va s'installer à Resistencia dans la province du Chaco où elle dirige un atelier féminin de machines à coudre,.
Charo qualifie sa tradition familiale de « matriarcat fort » : élevée à partir de l'âge de 5 ans par sa mère veuve, elle-même perd son compagnon et doit élever seule sa fille unique Gala, âgée alors de 7 ans.
En 2001, avec Diego Pérez à la musique électronique, elle remporte un concours musical de la chaîne MTV : ils peuvent former leur propre groupe, Laboratorio Wab, et lancer leur premier album  Tonolec (« Les grives »), qui donnera son nom au groupe à partir de 2005 ; selon une croyance amérindienne, ces oiseaux chantent pour hypnotiser leur proie.
La crise économique argentine compromet l'avenir du groupe. De retour en Argentine après une tournée en Europe, ils redécouvrent la musique indienne à travers un groupe de Resistencia, le chœur Toba Chelaalapí. Ils s'inspirent de la langue et des rythmes des Tobas et des Guaranis et des paysages forestiers du Chaco pour produire leur deuxième album, Cantos de la tierra sin mal (« Chants de la terre sans mal »). Charo les appelle des « contes d'enfants pour adultes ». Leur répertoire en trois langues, toba, guarani et espagnol, réussit bien auprès du public enfantin.
Le 25 mai 2014, Tonelec participe à la célébration du 204e anniversaire de la révolution de Mai dans le cadre du programme Somos cultura (« Nous sommes la culture »).
En 2020, Charo commence à travailler avec l'Instituto Nacional de la Música (es) d'Argentine à un programme de collecte des chants des peuples premiers. En 2021, elle sort un nouvel album comme chanteuse et auteure, Pajarito (« Petit oiseau »).

## Cinéma
En 2011, le cinéaste Mana García tourne un documentaire, El canto del tiempo (« Le Chant du temps ») où Diego Pérez et Charo montrent leur travail de composition.
Dans le film Los dioses del agua (es) (« Les Dieux de l'eau ») du réalisateur argentin Pablo César (en), coproduction argentino-angolo-éthiopienne sortie en 2014, Charo joue le rôle d'une actrice guaranie. L'œuvre obtient le prix du meilleur film étranger au WorldFest-Houston International Film Festival (en) de Houston en 2015.

## Discographie
- 2005 : Tonolec
- 2008 : Plegaria del árbol negro
- 2010 : Folk - Los pasos labrados
- 2011 : Tonolec acústico (DVD).

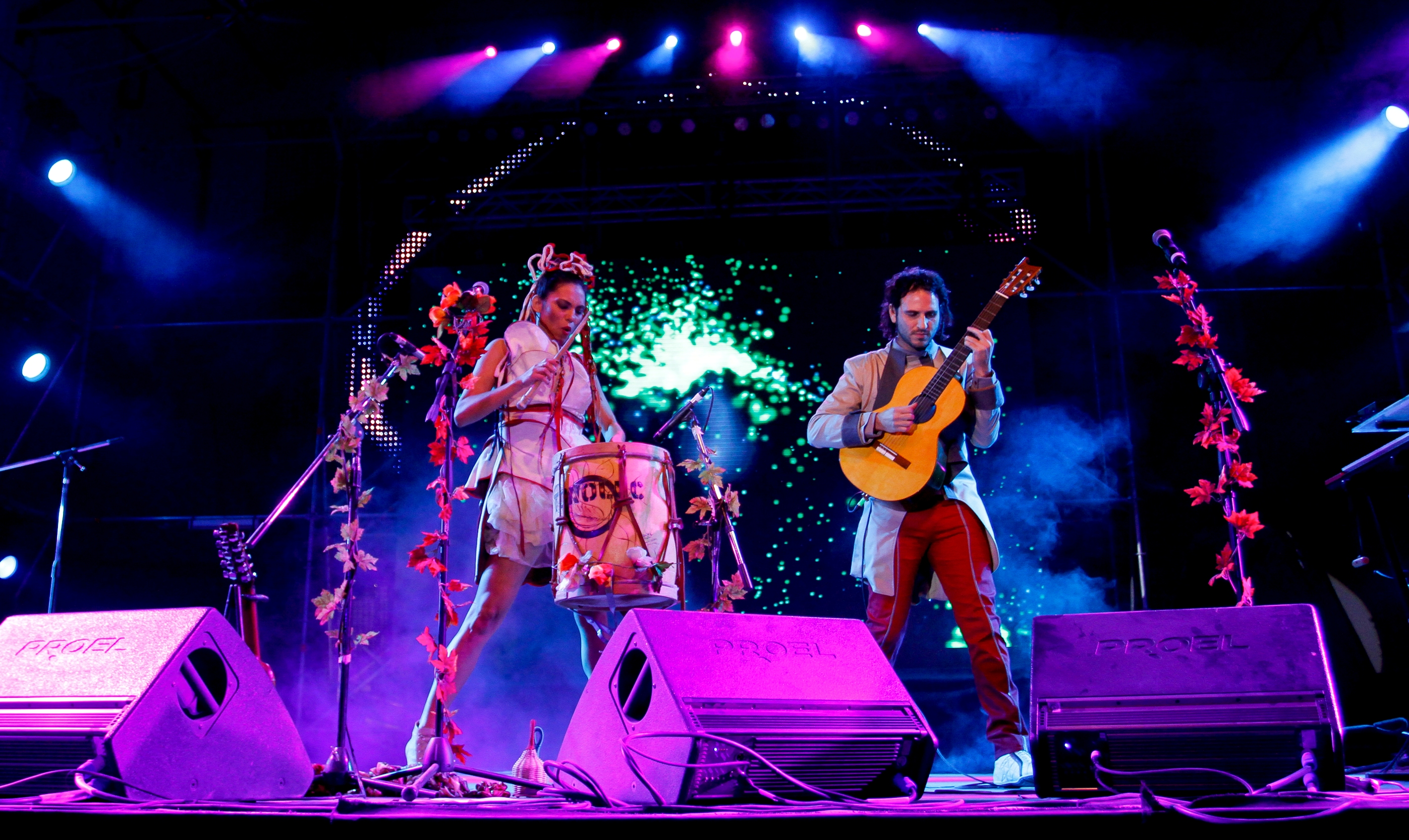
Le duo Tonolec en 2011.

- 2014 : Cantos de la tierra sin mal
- 2015 : Tonolec : Cancionero (distribué avec le livre : La Celebración: Cancionero 2005-2015)
- 2017 : Mitai
- 2021 : Pajarito